# Sheikh Muszaphar Shukor
Sheikh Muszaphar Shukor Dr. (Kuala Lumpur, 1972. július 26.–) maláj űrhajós. Teljes neve  Sheikh Muszaphar Shukor Al Masrie bin Sheikh Mustapha.

## Életpálya
A Kebangsaan Egyetemen ortopéd sebészorvosi diplomát szerzett. Kuala Lumpur Központi Kórházában dolgozott.
Malajzia 18 darab Szu–30MKM vadászbombázó repülőgépet vásárolt, az üzlet részét képezte kettő űrhajós kiképzése és egynek az űrállomásra juttatása. A Nemzeti Űrügynökség (Angkasa) választotta űrhajósnak. Az első malajziai aki az űrben járt. 2006. január 9-től részesült űrhajóskiképzésben. A Jurij Gagarin Űrhajós Kiképző Központban kapott kiképzést, sikeres vizsgák után megkezdhette szolgálatát. Egy űrszolgálata alatt összesen 10 napot, 21 órát és 14 percet töltött a világűrben. Muszlim vallását elősegítve egy 18 oldalas részletes útikönyvet kapott – Iránymutatások iszlám ima gyakorlásához a Nemzetközi Űrállomáson. 2007. október 21-én köszönt el az űrhajósoktól.

## Űrrepülések
Szojuz TMA–11 speciális űrhajós/űrrepülés résztvevő. Egy űrszolgálata alatt összesen 10 napot, 21 órát és 14 percet töltött a világűrben. 10 kísérlet mellett iparági igényeknek megfelelően élő sejt kultúrákat is tanulmányozott – májrák- és  leukémiás sejtek növekedése, a különböző fehérjék és mikrobák kristályosodása a térben. Szojuz TMA–10 mentőegységgel tért vissza a Földre. A Szojuz TMA–1-hez hasonlóan műszaki hiba miatt (a leszállást segítő giroszkóp téves adatot szolgáltatott)  keményebb leszállás következett, az űrhajósok erőteljes gravitációs (8.6g) terhelést kaptak (normális 4g).

## Szakmai sikerek
- Viselheti az űrhajós jelvényt.
- Több polgári kitüntetésben, valamint űrhajós szolgálati elismerésben részesült.